# ジロ・デ・イタリア 1933
ジロ・デ・イタリア 1933は、自転車競技のロードレース大会であるジロ・デ・イタリアの21回目のレース。1933年5月6日から28日まで行われた。全17区間。全行程3343km。
4年ぶりの総合優勝を果たしたアルフレード・ビンダが史上最多優勝記録を更新する5回目の総合優勝を果たした。またビンダは、当年より新たに設けられた山岳賞も獲得した。

## 総合成績
|    | 選手名                     | 国籍         | 時間            |
| -- | -------------------------- | ------------ | --------------- |
| 1  | アルフレード・ビンダ       | イタリア王国 | 111時間01分52秒 |
| 2  | ジェフ・ドミュイセール     | ベルギー     | +12分34秒       |
| 3  | ドメニコ・ピエモンテージ   | イタリア王国 | +16分31秒       |
| 4  | アルフレード・ボーヴェット | イタリア王国 | +19分47秒       |
| 5  | アッレグロ・グランディ     | イタリア王国 | +21分33秒       |
| 6  | カルロ・モレッティ         | イタリア王国 | +26分16秒       |
| 7  | ルドヴィヒ・ゲイアー       | ドイツ国     | +27分17秒       |
| 8  | クルト・シュテーペル       | ドイツ国     | +28分22秒       |
| 9  | フェリーチェ・グレーモ     | イタリア王国 | +30分28秒       |
| 10 | カミッロ・エルバ           | イタリア王国 | +30分30秒       |

## マリア・ローザ保持者
| 選手名                 | 国籍         | 首位区間          |
| ---------------------- | ------------ | ----------------- |
| レアルコ・グエッラ     | イタリア王国 | 第1               |
| アルフレード・ビンダ   | イタリア王国 | 第2-第4、第8-最終 |
| ジェフ・ドミュイセール | イタリア王国 | 第5-第7           |

### 山岳賞結果
| 山岳賞 | アルフレード・ビンダ       |
| 2位    | アルフレード・ボーヴェット |
| 3位    | レーモ・ベルトーニ         |